# Giulio Faini
Giulio Faini (Santarcangelo di Romagna, 1874 – 1935) è stato un compositore e cornista italiano.

## Carriera
Diplomatosi dapprima in corno nel Liceo musicale di Bologna, vi conseguì poi anche i diplomi in Composizione e Strumentazione per banda e Direzione Corale.
Fu valentissimo suonatore di corno, ricercato dai più affermati direttori d'orchestra del suo tempo. Lo stesso Arturo Toscanini lo volle ripetutamente con sé, in alcune delle sue storiche tournée europee ed americane.
Diresse fino agli ultimi giorni il corpo bandistico santarcangiolese e fu l'animatore instancabile anche sul piano didattico della locale scuola di musica.
Le sue composizioni, sia per banda che per orchestra, sono tuttora in repertorio, per la vivacità e la freschezza del dettato melodico e la ricchezza dello strumentale.
In occasione delle ricorrenti celebrazioni pascoliane nella vicina San Mauro, compose l'inno A Roma Eterna, sul testo letterario omonimo dello stesso Pascoli. L'inno venne eseguito da un foltissimo coro di voci bianche, accompagnato dal corpo bandistico da lui diretto.

## In suo ricordo
- Viene periodicamente ricordato nella nativa Santarcangelo di Romagna, con serate musicali a lui dedicate e contrassegnate dalla esecuzione di alcune sue partiture strumentali e sinfoniche
- A lui è intitolata la Scuola Di Musica Comunale di Santarcangelo